# Peregrine Bertie, XIII barone Willoughby de Eresby
Peregrine Bertie, XIII barone Willoughby de Eresby (Wesel, 12 ottobre 1555 – Berwick-upon-Tweed, 25 giugno 1601), è stato un generale, diplomatico e nobile inglese.

## Biografia

### I primi anni
Nato il 12 ottobre 1555, figlio di Catherine Willoughby e Richard Bertie, venne battezzato nella chiesa di San Villibrordo a Wesel due giorni dopo. All'ascesa al trono della regina Elisabetta I d'Inghilterra nel 1558, i suoi genitori tornarono in Inghilterra per ottenere una patente di naturalizzazione per lui. Divenne formalmente inglese il 2 agosto 1559. Quando sua madre morì nel 1580, egli le succedette nella sua baronia, ottenendo un seggio alla camera dei lords il 16 gennaio 1580.

### Diplomatico e soldato
Nel 1582, venne assegnato come soldato di scorta del Francesco, duca d'Angiò da Canterbury ad Anversa. Il duca francese era giunto in Inghilterra per chiedere la mano della regina Elisabetta, ma senza successo. Nello stesso anno, Peregrine venne inviato in Danimarca per consegnare a Federico II di Danimarca le insegne dell'Ordine della Giarrettiera. Lord Willoughby de Eresby giunse a Elsinore il 22 luglio e la lasciò il 27 settembre 1582. Il suo scopo era anche quello di ottenere garanzia che i mercantili inglesi non fossero molestati mentre si trovavano nelle acque danesi. Nel 1585 tornò in Danimarca per conto della regina Elisabetta in supporto a Enrico III di Navarra ed ottenne in cambio l'aiuto dei danesi negli sforzi sostenuti dagli inglesi per aiutare i Paesi Bassi ad ottenere l'indipendenza dalla Spagna.
Questi soggiorni vennero compiuti a spese dello stesso Bertie come lui stesso ebbe più volte modo di sottolineare nella sua corrispondenza con Francis Walsingham; dopo due mesi e mezzo presso il re di Danimarca, Berie ottenne delle garanzie da questi per il suo aiuto contro le armate del re di Spagna. Federico di Danimarca si accordò anche per concedere agli inglesi 2000 cavalieri da inviare nei Paesi Bassi. Compiuto il proprio dovere diplomatico, Peregrine tornò in Inghilterra passando da Amburgo, Emden e Amsterdam. Dal marzo del 1586 Bertie prestò servizio nei Paesi Bassi come governatore della città di Bergen-op-Zoom sotto Robert Dudley, I conte di Leicester, che ricopriva il ruolo di governatore generale prescelto dalle Province Unite. Dopo la partenza del conte di Leicester alla volta dell'Inghilterra nel dicembre del 1586, venne creato generale dell'esercito inglese. Venne sconfitto nella battaglia di Zutphen ma ebbe modo di redimersi con la sua vittoria nell'assedio di Bergen-op-Zoom (1588). Successivamente, combatté per gli ugonotti sotto Enrico di Navarra. Comandò un contingente inglese durante l'assedio di Parigi voluto da Enrico nel 1590.
L'ultima nomina di Bertie fu quella a governatore di Berwick-upon-Tweed al confine scozzese ed al ruolo di guardiano dell'East March nel 1598, rimpiazzando Robert Carey. Su richiesta di Robert Cecil, organizzò il rapimento di Edmund Ashfield, un inglese che si era portato in visita a Giacomo VI di Scozia. Peregrine morì il 25 giugno 1601 a Berwick-upon-Tweed e venne sepolto nella chiesa di San Giacomo a Spilsby, nel Lincolnshire.

## Matrimonio e figli
Sposò Mary de Vere, figlia di John de Vere, XVI conte di Oxford, tra il Natale del 1577 ed il 12 marzo 1578, separandosi successivamente. La coppia ebbe sette figli: Robert Bertie, I conte di Lindsey (m. 1642), Sir Peregrine Bertie (m. 1639), Henry Bertie di Lound (m. 1655), Katherine, Vere, Roger e un altro.

## Cultura popolare
La carriera militare e la figura di lord Willoughby è celebrata nella ballata popolare "Lord Willoughby's Welcome Home".